# Холод (фильм, 1991)
«Холод» (1991) — художественный фильм Хусейна Эркенова.

## Сюжет
Фильм посвящён депортации карачаевцев, имевшей место в конце Великой Отечественной войны. Режиссёр фильма, сам являющийся карачаевцем, попытался передать переживания людей, быт и культуру, считая важным «показать, как народ осознает, что с ним сделали». В фильме используется обрывочное фрагментарное повествование, 
«христианская символика, мусульманская обрядовость и советские реалии формируют экранное пространство».

## В ролях
| Актёр                    | Роль   |
| ------------------------ | ------ |
| Николай Ерёменко-младший | Эпизод |
| Александр Краснов        | Эпизод |
| Леван Пилпани            | Эпизод |
| Тамара Схиртладзе        | Эпизод |
| Александр Числов         | Эпизод |
| Ханафи Эркенов           | Эпизод |
| Людмила Потапова         | Эпизод |
| Олег Васильков           | Эпизод |
| Махар Узденов            | Эпизод |
| Оксана Потоцкая          | Эпизод |
| Зарема Джаубаева         | Эпизод |
| Гульнара Темирезова      | Эпизод |
| Али Тухужев              | Эпизод |
| Хасан Биджиев            | Эпизод |
| Муслима Башлаева         | Эпизод |

## Съёмочная группа
| Режиссёр       | Хусейн Эркенов      |
| Автор сценария | Хусейн Эркенов      |
| Оператор       | Владислав Меньшиков |
| Художник       | Сергей Филенко      |

## Призы и премии
- Приз «Хрустальный глобус», Международный кинофестиваль в Карловых Варах, Чехия (1992).

## Фестивали
- Международный кинофестиваль в Карловых Варах, Чехословакия (1992).
- Международный кинофестиваль — Франция, Амфлер (1995).
- Международный кинофестиваль — Германия, Висбаден (1996).